# عشق پنهانی
عشق پنهانی یک فیلم مستند آمریکایی در سال ۲۰۲۰، به کارگردانی کریس بولان است. رایان مورفی به عنوان تهیه‌کننده فیلم و جیسون بلوم به عنوان تهیه‌کننده اجرایی با کمپانی بلوم هاوس پروداکشنز همکاری کرده‌اند. تری دوناهو و پت هنشل ستاره‌های این فیلم هستند.
این فیلم در تاریخ ۲۹ آوریل ۲۰۲۰، توسط نتفلیکس منتشر شد.

## خلاصه
بازیکن سابق لیگ بیس بال حرفه ای دختران آمریکایی و شریک زندگی او، تری دوناهو و پت هنشل، یک کسب و کار موفقیت‌آمیز در زمینه دکوراسیون داخلی را اداره می‌کنند و رابطه لزبین خود را از خانواده‌هایشان برای تقریباً هفت دهه مخفی نگه می‌دارند.

## بازیگراان
- تری دوناهو
- پت هنشل
- دایانا بولان

## تولید
کریس بولان، کارگردان فیلم، سفری به دیدار دو عمه بزرگ خود، تری دوناهو و پت هنشل انجام داد. آنها برای بولان در مورد زندگی مشترکشان گفتند و بولان پس از شنیدن آن تصمیم گرفت داستان خود را از طریق یک فیلم مستند تعریف کند.

## رهایی
فیلم قرار بود اولین نمایش جهانی خود را در South by Southwest در مارس ۲۰۲۰ انجام دهد. با این حال، جشنواره به دلیل دنیاگیری کروناویروس لغو شد. این فیلم در ۲۹ آوریل ۲۰۲۰ منتشر شد.

## استقبال
بازبینی جمعی این فیلم در وب سایت راتن تومیتوز، دارای امتیاز تأیید ۱۰۰٪ بر اساس ۴۰ بررسی با میانگین امتیاز ۷٫۹۱ از ۱۰ است. در مورد اتفاق نظر منتقدین سایت آمده‌است: «یک عشق پنهانی در روایت داستان یک زوج، ادای احترام کم ارزش و در عین حال قدرتمندی را برای یک عمر انتخاب و فداکاری که به نام ایثار پایدار انجام شده‌است، انجام می‌دهد.» از نظر متاکریتیک، بر اساس ۱۲ بررسی، میانگین نمره وزنی این فیلم ۷۷ از ۱۰۰ است که نشانگر «بررسی‌های معمولاً مطلوب» است.
استفانی زاکارک از تایم نوشت که این فیلم «از صمیم قلب» است. رابین باهر از هالیوود ریپورتر نوشت که یک عشق مخفی «لطیف و بدون کلاهبرداری، طبیعت گرایانه و بدون ظاهری ساختگی است.»
شانون کیتینگ از بازفید نوشت که «همجنسگراستیزی موذی [در] این داستان بسیار پخته شده‌است».